# Tahko
Tahko est une station de sports d'hiver de taille moyenne, située en  Finlande, sur le territoire du quartier de Nilsiä à Kuopio, dans la région de Savonie du Nord.

## Domaine skiable
Le dénivelé maximal est de 200 mètres. La plus longue piste mesure 1 200 mètres. 